# Zenete de l'Oriental marroquí
El zenete de l'Oriental marroquí és un continu dialectal amazic parlat a la província de Jerada, Marroc, al sud-oest d'Oujda. Pertany al grup dialectal de les llengües zenetes i és força relacionat amb els dialectes rifenys, així com amb el dialecte Beni Snous, parlat a la frontera amb Algèria.
El zenete de l'Oriental marroquí és parlat per les tribus amazigues de Beni Bouzegou, Beni Ya'la, Zekara, Bekhata, Haddiyin, Meharez i Rwaba'.
Antigament, aquests dialectes també eren parlats entre Debdou i Taourirt (a l'oest de la zona de parla actual) per les tribus Beni Koulal, Oulad Mahdi i Beni Chebel ; aquestes tribus actualment són majoritàriament arabòfones.